# Zamušani
Zamušani so naselje v Občini Gorišnica.